# Annie Bélis
Annie Bélis, née en 1951, est une archéologue, philologue, papyrologue et musicienne française, directrice de recherches au CNRS, spécialiste de la musique de l'Antiquité grecque et romaine.

## Parcours universitaire
Ancienne élève de l’École normale supérieure de Sèvres (1972-1975), Annie Bélis est reçue à l'agrégation de lettres classiques en 1975. Annie Bélis est ensuite pensionnaire de la Fondation Thiers de 1979 à 1982, période pendant laquelle elle termine sa thèse de Doctorat en grec ancien, qu'elle soutient en 1982 à l'Université de la Sorbonne.
La même année, elle entre à l’École française d'Athènes en qualité de membre scientifique (1982-1986), où elle côtoie Olivier Picard, alors directeur de l’École française d'Athènes. En 1986, elle publie l'ouvrage Aristoxène de Tarente et Aristote ; le Traité d’Harmonique pour lequel elle reçoit la médaille Georges Perrot de l’Académie des inscriptions et belles-lettres.
La même année, elle obtient un poste de chargé de recherches au CNRS avant de devenir Directeur de recherches au sein de cette même institution.
Elle est actuellement membre du laboratoire AOROC de l'ENS Ulm.

## Formation musicale
Annie Bélis apprend le piano avec Yvonne Lefébure, l'orgue et le contrepoint avec Arsène Bedois, la flûte avec Serge Kalisky, et le violoncelle avec Jeoffrey Walz.

## Travaux scientifiques
On doit à Annie Bélis de nombreux travaux sur la musique de l'antiquité. Les thèmes abordés sont multiples, couvrant théorie musicale, comme ses travaux sur le Traité d'harmonique d'Aristoxène de Tarente, conception d'instruments de musiques de l'époque (cithare grecque
et romaine,
lyre,
...) ou encore le déchiffrage de papyrus musicaux, comme le papyrus d'Oxyrhynchus n° 3705,
papyrus du Michigan n° 2958,
le papyrus musical de Berlin n° 6870
où elle attribue le Péan à Apollon à Mésomède de Crète. En 2004, elle a publié ses travaux
sur un papyrus découvert dans les réserves du Louvre de manière insolite par Laurent Capron, à l'époque ingénieur d'étude à l'Institut de papyrologie de la Sorbonne, où elle identifie une version de Médée due à Carcinos le Jeune. La version est atypique puisqu'ici, Médée se défend d'avoir tué ses enfants contrairement aux versions d'Euripide ou encore de Sénèque.

## Direction de l'Ensemble Kérylos
Au début des années 1990, Annie Bélis fonde l'Ensemble Kérylos avec l'ambition de faire revivre la musique de l'Antiquité grecque et romaine de la manière la plus fidèle possible. Trois axes sont développés pour atteindre cet objectif : le déchiffrement des papyrus musicaux qui nous sont parvenus de l'Antiquité, qu'elle effectue dans le cadre de ses travaux de recherche; la reconstitution des instruments antiques nécessaires pour jouer cette musique, reconstitution qu'elle fonde sur l'étude des sources archéologiques et qu'elle réalise en collaboration avec les luthiers J.-C. Condi et C. Gonzalez; une interprétation des œuvres qu'elle dirige en particulier dans le cadre de concerts. En 1996, sous sa direction, l'Ensemble Kérylos a enregistré un premier CD, intitulé « De la pierre au son : Musiques de l'Antiquité grecque et romaine ». En 2016, toujours sous la direction d'Annie Bélis, l'Ensemble Kérylos a sorti un nouvel enregistrement, « D'Euripide aux premiers chrétiens », qui est principalement une mise à jour du premier CD visant à prendre en compte l'évolution des connaissances sur la musique de l'époque et s'approcher un peu plus de ce à quoi elle pouvait ressembler. C'est le premier enregistrement à faire entendre la cithare romaine reconstruite par Annie Bélis et Carlos Gonzalez ainsi que le Péan à Apollon de Mésomède de Crète, dans son édition corrigée.

## Publications
- Annie Bélis, Aristoxène de Tarente et Aristote : le « Traité d'Harmonique », Paris, Klincksieck, coll. « Études et commentaires », vol. C, 1986.
- Annie Bélis, Les musiciens dans l’Antiquité, Paris, Hachette-Littératures, coll. « La vie quotidienne », 1999.
- Annie Bélis, « Timothée, l'aulète thébain », Revue belge de philologie et d'histoire, vol. 80, no 1,‎ 2002, p. 107-123 (lire en ligne, consulté le 13 avril 2016)
- Annie Bélis, « Interprétation du papyrus Oxyrhynchus n°3705 », Zeitschrift für Papyrologie und Epigraphik, vol. 72,‎ 1988, p. 53-63 (lire en ligne)
- Annie Bélis, « Nouvelle interprétation d’une partition antique (Papyrus Michigan 2958) », Revue des Études Grecques, vol. 106, no 2,‎ 1996, p. X-XI (lire en ligne)
- Annie Bélis, « Le 'Péan de Berlin' : une relecture », Revue des études grecques, vol. 116, no 2,‎ 2003, p. 537-558 (lire en ligne)
- Annie Bélis, « Un papyrus musical inédit au Louvre », Comptes-rendus des séances de l'Académie des Inscriptions et Belles-Lettres, vol. 148, no 3,‎ 2004, p. 1305-1329 (lire en ligne)
- Annie Bélis, « De l’image à l’instrument ; reconstruction de la grande cithare grecque », Revue Archéologique, vol. Fasc. 1/2000,‎ 2004, p. 203-207 (lire en ligne)
- Annie Bélis, « Reconstruction de la cithare romaine de concert : des sources écrites et figurées à l’instrument », Revue des Etudes Grecques, vol. 117,‎ 2004, p. 519-544 (lire en ligne)
- Annie Bélis, « À propos de la construction de la lyre », Bulletin de Correspondance Hellénique, vol. 109,‎ 1985, p. 205-226 (lire en ligne)